# Frank Teräskari
Frank Fridolf Kullervo Teräskari (ur. 17 lipca 1921 w Helsinkach, zm. 26 czerwca 2004 w Pori) – fiński sztangista.
Dwukrotnie startował na igrzyskach olimpijskich: w 1948 zajął 15. miejsce w wadze lekkiej z wynikiem 307,5 kg, a w 1952 był 9. w wadze średniej z wynikiem 352,5 kg.
Dwukrotny wicemistrz Europy w wadze średniej: z 1949 i 1952.